# Pakri-szigetek
A Pakri-szigetek (észtül: Pakri saared, svédül: Rågöarna) Észtországhoz tartozó szigetek a Finn-öbölben. Két nagy sziget – Suur-Pakri (Nagy-Pakri) és Väike-Pakri (Kis-Pakri) – és a közöttük elhelyezkedő több apróbb sziget alkotja. Közigazgatásilag 1947-től az észt Paldiski városhoz tartozik. Hosszú ideig a szigeteket észtországi svédek lakták, akik azonban a második világháború alatt elmenekültek. Lakossága 2011-ben 8 fő volt.

## Fekvése és földrajza
A szigetek Észtország szárazföldi részétől néhány kilométerre fekszenek. Väike-Pakri Paldiskitől 3 km-re nyugatra található. A várostól a több mint 20 m mélységű Paldiski-öböl, míg délről a szárazföldtől a Kurske-szoros választja el. A két sziget között apróbb kis szigetek, földdarabok találhatók. A szigetek össz-területe 24,7 km². Közülük a Suur-Pakri területe 11,6 km², Väike-Pakri területe 12,9 km², vagyis a nevük ellenére a Vaike-Pakri (azaz Kis-Pakri) a nagyobb. A kis szigetek közül Lonngund (0,1 km²) és Kappa (0,04 km²) a jelentősebbek. 1952-ben Suur-Pakrit és Väike-Pakrit Longgundon keresztül gáttal kötötték össze, így szárazföldi összeköttetést létesítettek a nagyobb szigetek között.

## Története és népessége
A szigeteken közel hat évszázadig svédek éltek. A sziget első írásos említése 1283-ból való, amikor V. Erik megerősítette ott a Padisei kolostor tulajdonjogát.  A nyugati szigeten 1345-ben hozták létre az első svéd települést, amikor öt – valószínűleg finnországi - svéd földműves család 34 ezüstért földet vett ott a Padisei kolostortól. (A kolostor két évvel korábban leégett, ezért az apátnak nagy szüksége volt a pénzre). A szigetek svéd neve (Rågöarna) az ottani fő terményből, a rozsból (svédül råg) származik.
A livóniai háborúban a szigeteket a dánoktól a svédek szerezték meg, a Padisei kolsor Vaike-Pakrin lévő birtokai a svéd királyra tulajdonába kerültek. A 17. század elején, 1628-ban II. Gusztáv Adolf svéd király Väike-Pakrit Thomas von Ramm a rigai polgármesternek adományozta.
A svéd uralmat követő orosz fennhatóság dején a szigeteket Rog és Rooge néven is ismerték.

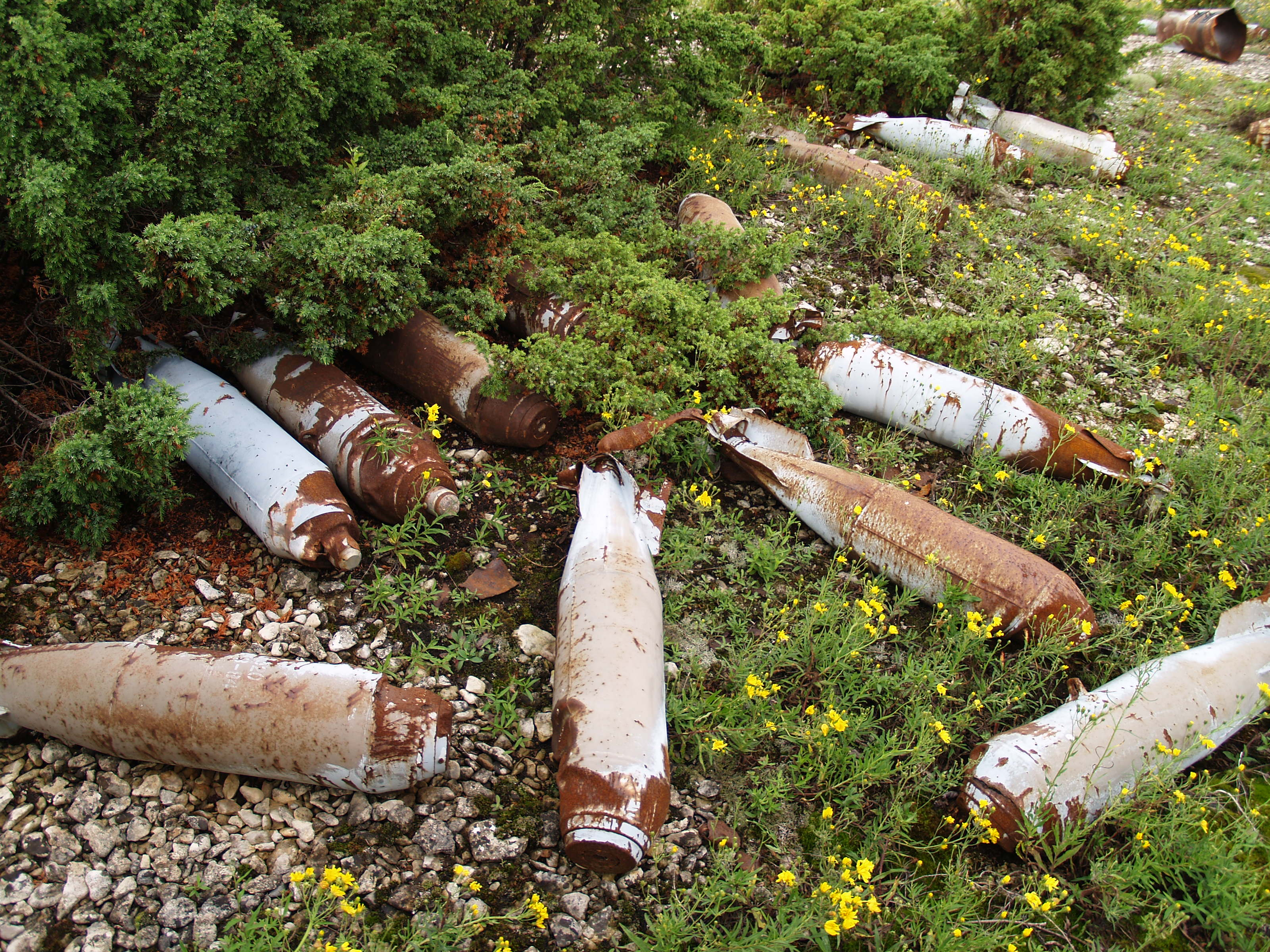
Légibombák maradványai a szovjet időszakban lőtérként használt szigeten

A szigetek az 1921-es észtországi földreformig a von Ramm család tulajdonában voltak. A két világháború közötti független Észtországban a szigetek önálló járást alkottak. Az 1934-es észtországi népszámlálás idején 354 fő lakott ott, döntően svédek és 13 német. Ekkor a két szigeten öt faluban 119 háztartás volt. 1935-től egy néprajzi múzeum is nyílt, amelyet azonban 1940-ben bezártak. Mindkét nagy szigetnek saját temploma és iskolája volt.
Észtország 1939-es szovjet bekebelezése után a szigetekre partvédelmi tüzérséget telepítettek. 1944 augusztusában, amikor a szigeteket ismét a szovjet hadsereg szállta meg, a svéd lakosságot Svédországba evakuálták és a szigetek nagyrészt lakatlanok lettek. De Väike-Pakrin Vaikeküla faluban még 1965-ig is lakott néhány fő. A második világháború után, a szovjet időszakban a szigeteken lőteret létesítettek, tüzérségi lövészetek és légibombázás célterületei voltak.
Észtország függetlenségének visszaállítása után a szigeteken 1992-ben megszűnt a katonai jelenlét. A szovjet időkből azonban a terület lőtéri hasznosítás miatt veszélyessé vált. 1997-re a szigetek nagy részét megtisztították a bombáktól és lövedékektől, de Suur-Pakrin még napjainkban is vannak veszélyes területek.
A 2000-es évek elejétől az Väike-Pakri újra lakott. Észtország a második világháború idején távozott lakosok, illetve leszármazottaiknak visszaadta a földjeik egy részét és Svédországból néhányan áttelepültek oda. Suur-Pakri továbbra is lakatlan, míg Väike-Pakri lakossága 2006-ban 6 fő, 2011-ben 8 fő volt.
1998 óta a Pakri-szigetek természetvédelmi terület, ahol tilos a horgászat és a vadászat.

## Egykori települések
A szigetek falvai a második világháború előtt időszakig (zárójelben a települések észt neve):

### Suur-Pakri
- Strobyn (Suurküla)
- Strandbyn vagy Åsbyn (Rannaküla)
- Bisagidbyn (Lepiku küla)

### Vaike-Pakri
- Storbyn (Suurküla)
- Lillbyn (Vaikeküla)